# 11187 Richoliver
11187 Richoliver (1998 KO4) là một tiểu hành tinh vành đai chính.